# Хатынгнахский наслег
Хатынгнахский наслег — сельское поселение в Среднеколымском улусе Якутии Российской Федерации.
Административный центр — село Хатынгнах.

## История
Статус и границы сельского поселения установлены Законом Республики Саха (Якутия) от 30 ноября 2004 года N 173-З N 353-III «Об установлении границ и о наделении статусом городского и сельского поселений муниципальных образований Республики Саха (Якутия)».

## Население
| 2002 | 2007 | 2010 | 2011 | 2012 | 2013 | 2014 |
| ---- | ---- | ---- | ---- | ---- | ---- | ---- |
| 310  | ↘293 | ↗294 | ↗295 | ↘282 | ↘266 | ↘262 |
| 2015 | 2016 | 2017 | 2018 | 2019 | 2020 | 2021 |
| ↘257 | ↘256 | ↘249 | ↘242 | ↘241 | ↘239 | ↗241 |

## Состав сельского поселения
| № | Населённый пункт | Тип населённого пункта       | Население |
| - | ---------------- | ---------------------------- | --------- |
| 1 | Хатынгнах        | село, административный центр | ↗241      |